# Civeta africana
La civeta africana (Civettictis civetta) és l'espècie de mamífer carnívor més gran de la família dels vivèrrids, i pertany al gènere Civettictis.

## Anatomia
Les civetes africanes tenen un pes mitjà d'entre 11 i 15 quilos i una longitud que va de 100 a 130 cm del nas a la cua. És un animal robust amb un cos llarg i aparentment de potes curtes per la seva mida, encara que els seus membres posteriors són molt més llargs i potents. Compta amb un coll curt i ample, un musell puntegut, orelles petites i arrodonides, ulls petits i una cua llarga i espessa.
La civeta africana té cinc dits a l'extrem de les potes, en les quals el primer dit està lleugerament endarrerit respecte als altres. Té unes urpes llargues, corbades i parcialment retràctils. Els seus peus són compactes i poc aptes per a cavar o escalar, i les plantes dels peus són glabres. Tenen un crani sinàpsid modificat, el qual està fortament armat i és més llarg que el de qualsevol altre vivèrrid. L'arc zigomàtic és robust i proporciona una àrea àmplia per la fixació del masseter. El crani també presenta una ben desenvolupada cresta sagital, la qual proporciona una àrea àmplia per la fixació del múscul temporal. Aquesta musculatura i la seva forta mandíbula, li donen un forta mossegada orientada a una dieta omnívora. La civeta africana té un total de quaranta dents.

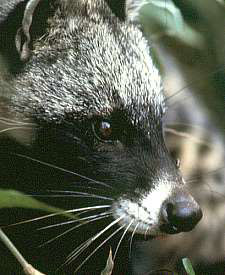
Rostre d'una civeta africana

Com molts mamífers, la civeta africana té dues capes de pelatge, la capa interior i la capa exterior. La capa interior és la responsable de l'aïllament. Els pèls de la capa exterior són més llargs i sobresurten més que els de la capa interior, actuant com una mena de protecció. El pelatge de la civeta africana és gruixut i aspre, i és únic com una empremta. El color base dorsal del pelatge varia del blanc al crema o, fins i tot, al vermellós. Les ratlles i taques que cobreixen l'animal tenen una coloració que va del marró fosc al negre, i són extremadament variables, el qual li permet ser críptic. Les línies horitzontals són prominents en les extremitats posteriors, metre que les taques són normalment presents en la secció mitjana de l'animal i s'esvaeixen en franges verticals per sobre de les extremitats anteriors. La cua és negre amb algunes bandes blanques i les urpes són completament negres. El cap, el coll i les orelles estan clarament marcats. Una banda negre s'estén al voltant dels seus ulls com els de l'os rentador. La coloració del seu coll es coneix com un doble collar a causa de dues bandes negres.
Seguint l'espina de l'animal des del coll fins al naixement de la cua, té una cresta dorsal erèctil. Els pèls de la cresta erèctil són més llargs que els de la resta del pelatge, i s'aixequen quan l'animal se sent amenaçat, per semblar més gran del que realment és. Aquest és un mecanisme de defensa contra els depredadors.
La glàndula perineal és la raó per la qual la civeta africana és coneguda. Aquesta glàndula segrega una substància cerosa de color blanc o groc anomenada civeta, que utilitza per marcar el seu territori. Les glàndules perineals i anals, es troben tant als mascles com a les femelles. No obstant això, les glàndules són més grans en els mascles, els quals produeixen una secreció més forta. Les glàndules perineals estan situats entre l'escrot i el prepuci als mascles, i entre l'anus i la vulva a les femelles.

## Distribució i hàbitat
Viu a les sabanes i als boscos del sud i el centre d'Àfrica. Rarament pot ser vista a regions àrides, encara que de vegades viuen prop de rius que es projecten cap a zones àrides del Níger, Mali o el Txad.
Les civetes africanes viuen tant als boscos com a camp obert, però sembla que requereixen una coberta de pastures altes o matolls que els proporcionin seguretat durant el dia.

## Comportament
La civeta africana és un mamífer solitari fàcil de reconèixer pel seu color únic. Són animals principalment nocturns, que passen el dia dormint enmig de la vegetació espessa. Durant la nit, quan són més actius, es poden trobar en una àmplia varietat d'hàbitats, des de l'espessa selva fins a camp obert.
Com totes les civetes, té unes glàndules perineals que produeixen un líquid conegut com a civetone (utilitzat en perfumeria), que estén en marques al territori per reclamar-lo com a propi.

## Dieta
La civeta africana és generalment omnívora, alimentant-se de petits vertebrats, invertebrats, ous, carronya i vegetals. És capaç d'alimentar-se d'invertebrats verinosos (com els centpeus que la majoria d'altres espècies eviten) o serps. Les preses són detectades principalment per l'olfacte i l'oïda, més que per la vista.

## Reproducció
L'aparellament té lloc entre els mesos càlids i humits que van d'agost a gener. Aquesta temporada es veu afavorida per les grans poblacions d'insectes. Les femelles construeixen un niu que normalment és a la densa vegetació i o en un forat excavat per un altre animal. Les femelles tenen diversos cicles estrals i poden tenir fins a tres ventrades per any, en cadascuna de les quals donen a llum entre 1 i 4 cries. Els cadells neixen en etapes avançades de formació en comparació amb la majoria de carnívors. Estan coberts d'un pelatge fosc i curt i poden gatejar des del naixement. Les cries deixen el niu als vuit dies, però encara depenen de la protecció i la llet de la mare durant dos mesos.
L'esperança de vida de la civeta africana es troba entre els quinze i els vint anys.

## Nom taxonòmic
Civettictis deriva del francès civette i del grec ictis, que vol dir mustela. Civeta era el nom original de la fragància obtinguda d'aquestes espècies, el qual prové de la paraula en francès mitjà civette, obtinguda de zibetto en italià antic, i alhora de l'àrab zabad o zabat, que vol dir perfum d'algàlia.
Les civetes africanes són comunament conegudes com a gats civeta, el qual és una confusió donat que les civetes africanes no pertanyen a la família felidae.

## Importància comercial
Les secrecions de les seves glàndules perineals han estat l'ingredient bàsic de molts perfums durant centenars d'anys. Encara es fan servir avui en dia, tot i que n'ha disminuït el seu ús des de la creació del mesc sintètic. Les civetes africanes s'han mantingut en captivitat i munyit per les seves secrecions, les quals es dilueixen en perfums. Poden secretar-ne tres o quatre grams per setmana, els quals es poden vendre per poc menys de cinc-cents dòlars per quilogram.

## Subespècies
- Civettictis civetta australis
- Civettictis civetta civetta
- Civettictis civetta congica
- Civettictis civetta pauli
- Civettictis civetta schwarzi
- Civettictis civetta volkmanni